# Platambus
Platambus es un género de escarabajos originario del Paleártico, incluyendo Europa, el Cercano Oriente y el Norte de África.
Los miembros del género Platambus son considerablemente más pequeños, con un tamaño adulto de 7 a 8,5 milímetros (0,3 a 0,3 plg). Se alimentan de pequeños ejemplares de diversas especies acuáticas, invertebrados, principalmente quironómidos, gammaridos, efímeras, entre otros. Por otro lado, los escarabajos pequeños (así como los estadios más pequeños de los de mayor tamaño) son presa de vertebrados (peces, anfibios, etc.) y de invertebrados depredadores más grandes, incluidos odonatos, hemípteros y escarabajos más grandes, incluso de la misma especie.

## Especies seleccionadas
- Platambus americanus (Aubé, 1838)
- Platambus apache (Young, 1981)
- Platambus astrictovittatus (Larson and Wolfe, 1998)
- Platambus aztec (Larson in Larson, Alarie and Roughley, 2000)
- Platambus confusus (Blatchley, 1910)
- Platambus flavovittatus (Larson and Wolfe, 1998)
- Platambus glabrellus (Motschulsky, 1859)
- Platambus johannis (Fall, 1922)
- Platambus lunulatus (Steven, 1829)
- Platambus maculatus Linnaeus, 1758)
- Platambus maya (Larson in Larson, Alarie and Roughley, 2000)
- Platambus mexicanus (Larson in Larson, Alarie and Roughley, 2000)
- Platambus obtusatus (Say, 1823)
- Platambus optatus (Sharp, 1884)
- Platambus planatus (Sharp, 1882)
- Platambus sculpturellus (Zimmermann, 1919)
- Platambus semivittatus (LeConte, 1852)
- Platambus spinipes (Sharp, 1882)
- Platambus stagninus (Say, 1823)
- Platambus texovittatus (Larson and Wolfe, 1998)